# Kheberich Márton
Kheberich Márton (Németlipcse, 1869. október 19. – Szepesváralja, 1951. április 29.) szepesi segédpüspök.

## Pályafutása
1892. június 29-én szentelték pappá. 1895-ben teológiai doktorátuszt szerzett. 
Szentelése után először Görgőn volt káplán, majd Lethánfalun adminisztrátor. 1893-tól Szepesváralján szolgált káplánként, egyúttal Csáky Vidor gróf gyermekeinek nevelője volt. 1894-től püspöki szertartó, 1901-től püspöki titkár, 1905-től irodaigazgató volt, majd 1906-tól szepesi kanonok és püspöki helynök. 1907-től aicskai prépost, 1914-től liptói, majd 1915-től székesegyházi főesperes.

### Püspöki pályafutása
1915. december 9-én sabratai címzetes püspökké és szepesi segédpüspökké nevezték ki. 1916. február 20-án szentelte püspökké Budapesten Párvy Sándor szepesi püspök, Fischer-Colbrie Ágoston kassai és Balás Lajos rozsnyói püspök segédletével.
1919-ben káptalani helynöki tisztségéről lemondatta a csehszlovák kormányzat, internálással fenyegetve. A káptalant megkerülve Marián Blahát ültették a helyére.

## Művei
- A házasulandók lakhelyéről. Szepesváralja, 1895[2]